# NBA Europe Live Tour 2010
O NBA Europe Live Tour 2010 foi a quinta edição do NBA Europe Live Tour.
A vitória do Regal FC Barcelona sobre o bicampeão da NBA Los Angeles Lakers representou a primeira derrota na história de um então campeão da NBA para equipes estrangeiras.

## Partidas
| 3 Outubro 2010 | Boxscore | New York Knicks | 125–113 | Olimpia Milano |  | Pepsi Center, Milan |  |

| 4 Outubro 2010 | Boxscore | Los Angeles Lakers | 92–111 | Minnesota Timberwolves |  | The O2 Arena, London |  |

| 6 Outubro 2010 | Boxscore | New York Knicks | 100–106 | Minnesota Timberwolves |  | Palais Omnisports de Paris-Bercy, Paris |  |

| 7 Outubro 2010 | Boxscore | Los Angeles Lakers | 88–92 | Regal FC Barcelona |  | Palau Sant Jordi, Barcelona |  |